# Djemà-el-Fna

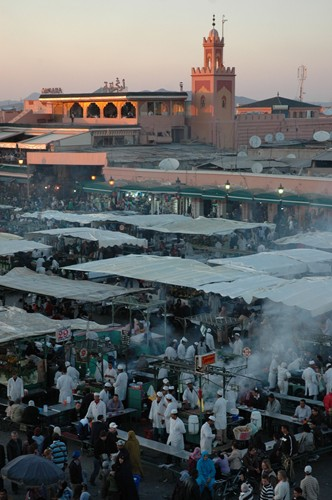
La plaça plena de restaurants ambulants

Djemà-el-Fna o Djemaa-el-Fna (en àrab, جامع الفناء) és una plaça i mercat a la medina de Marràqueix. L'origen del seu nom no és clar: significa literalment "assemblea de la mort" en àrab, però com que la paraula djemaa també significa 'mesquita' en àrab, un altre possible significat podria ser "lloc de la mesquita desapareguda", amb referència a una mesquita almoràvit destruïda.
És la plaça principal de Marràqueix, utilitzada igualment per locals i turistes. Durant el dia, està ocupada predominantment per parades de suc de taronja, que a la tardor i l'hivern també ofereixen sucs de mandarina i aranja, amb macacos encadenats i ensinistrats per a sortir a les fotos dels turistes, venedors d'aigua amb vius vestits vermells que porten bosses d'aigua de pell tradicionals i tasses de llautó, i encantadors de serps.
Mentre el dia progressa, les ofertes de diversions canvien. A la tarda i vespre, els protagonistes que omplen la plaça han canviat. Apareixen els dansaires chleuh (estaria en contra dels costums que les noies proporcionessin tal diversió), contistes en amazic o àrab, per a una audiència local, mags, curanderos amb medicaments tradicionals, i combats de boxa.
A mesura que es va fent fosc, queda farcit amb dotzenes de parades de menjar que converteixen la plaça en un immens restaurant que es torna a desmuntar entrada la nit per deixar-ho tot a punt per a l'endemà.
En un costat, la plaça connecta amb els socs de Marràqueix, els mercats tradicionals del nord de l'Àfrica. Els altres costats estan plens de terrasses de cafeteries per escapar-se del soroll i confusió de la plaça. Els carrers estrets porten pels carrerons de la medina, la ciutat vella. A ponent, s'obre una avinguda que mena a la mesquita Kutubia.

## Curiositats
- El 1956, Alfred Hitchcock va rodar a Marràqueix un bon tros de la pel·lícula L'home que sabia massa. Les principals escenes estan rodades a la plaça Djemà-el-Fna.

## Imatges

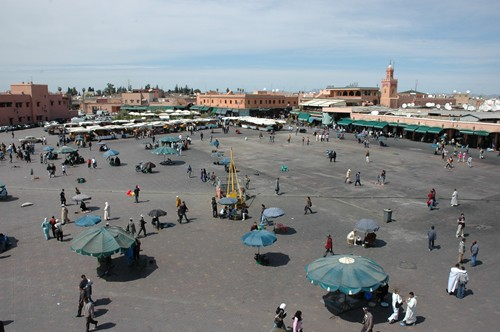
La plaça al matí
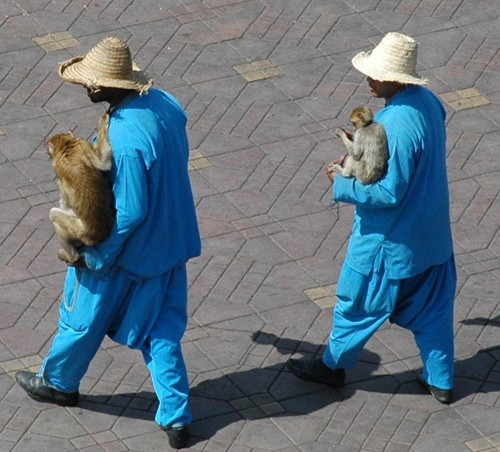
Dos joves porten macacos per fer fotos amb turistes